# ТЭЦ Щецин (EcoGenerator)
ТЭЦ Щецин (EcoGenerator) — теплоэлектроцентраль на северо-западе Польши в городе Щецин.
В 2017 году в Щецине на острове Грабовский запустили мусоросжигательный завод EcoGenerator, рассчитанный на переработку 150 тысяч тонн бытовых отходов в год.
Пригодная для сжигания часть отходов утилизируется в двух котлах, которые питают одну паровую турбину производства брненского завода Ekol типа T15,1-3,9/0,138-0,05 мощностью 15,4 МВт. Проектный годовой выпуск электроэнергии составляет 82 млн кВт-ч..